# Första bundsförvantskriget
Första bundsförvantskriget var ett krig mellan Aten och de avfälliga bundförvanterna Rhodos, Kos och Chios i allians med Byzantion och kung Mausolos i Karien. 
Kriget fick ett för Aten olyckligt förlopp med förluster till sjöss i slagen vid Chios och Embata och försvagade landets motståndskraft mot Filip II av Makedonien. Det slutade med att Aten erkände de avfallna bundsförvanternas oavhängighet.